# Edmund Bruggmann
Edmund «Edy» Bruggmann (* 15. April 1943 in Flums; † 9. Juni 2014 in Walenstadt) war ein Schweizer Skirennfahrer.
Sein grösster Erfolg war der Gewinn der Riesenslalom-Silbermedaille bei den Olympischen Winterspielen 1972 in Sapporo. Bei den Skiweltmeisterschaften 1970 in Gröden wurde er Fünfter in der Kombination.
Erstmals zog er die mediale Aufmerksamkeit durch seinen Sieg am 7. Januar 1964 beim Riesenslalom von Hindelang auf sich, als er mit Startnummer 55 den bis dahin führenden Österreicher Egon Zimmermann um eine Hundertstelsekunde noch abfing. Weitere herausragende Riesenslalomergebnisse waren am 6. Januar 1966 Rang 4 wiederum in Hindelang und Rang 3 am 9. Januar 1966 in Adelboden; am 27. Januar 1966 gewann er in Saalbach die Abfahrt beim Toni-Mark-Gedenkrennen. Er wurde am 30. Januar 1966 Slalom-Zweiter in Saalfelden sowie Ende Februar in Wangs-Pizol Schweizer Meister im Slalom, Riesenslalom und in der Kombination. Beim «Critérium de la Première Neige» in Val-d’Isère belegte er am 14. Dezember 1966 im Riesenslalom Rang 3. Seine ersten Weltcup-Punkte holte er mit Rang 9 im erstmals überhaupt ausgetragenen Weltcup-Riesenslalom am 6. Januar 1967 in Berchtesgaden, der allerdings nur in einem Lauf gefahren wurde.
Insgesamt gewann Bruggmann im Skiweltcup fünf Rennen; fünfmal fuhr er auf den zweiten Platz, viermal auf den dritten Platz. Dazu kommen 32 weitere Platzierungen unter den besten zehn. In der Saison 1971/72 war er Dritter der Weltcup-Gesamtwertung. Sein letztes Rennen bestritt er am 27. Januar 1974, den Slalom in Kitzbühel.
Edmund Bruggmann war verheiratet und betrieb ein Hotel in Flumserberg. Er verstarb im Alter von 71 Jahren an Leukämie.

## Weltcupsiege
| Datum            | Ort           | Land        | Disziplin    |
| ---------------- | ------------- | ----------- | ------------ |
| 4. Januar 1968   | Hindelang     | Deutschland | Riesenslalom |
| 17. Februar 1969 | Kranjska Gora | Jugoslawien | Slalom       |
| 5. Januar 1971   | Berchtesgaden | Deutschland | Riesenslalom |
| 16. März 1972    | Gröden        | Italien     | Riesenslalom |
| 19. März 1972    | Pra-Loup      | Frankreich  | Riesenslalom |